# Айзек Азімов
А́йзек Азі́мов (англ. Isaac Asimov; ім'я при народженні Ісаак Юдович Озимов, 2 січня 1920 — 6 квітня 1992) — американський письменник єврейського походження, професор біохімії Бостонського університету, популяризатор науки, один з найвідоміших майстрів наукової фантастики. За заслуги перед жанром Азімова названо 8-м Гросмейстром фантастики (1987) та було включено Залу слави фантастики і Залу слави Першого фендому.
Азімов народився 2 січня 1920 в єврейській родині в містечку Петровичі Литовсько-Білоруської РСР (нині Смоленська область Росії). У 1923 році його батьки переїхали до США, у 1928 році стали громадянами цієї країни. Між 1939 і 1948 роками Азімов здобув магістерський і докторський ступені з хімії в Колумбійському університеті. Викладав біохімію в Медичній школі при Бостонському університеті. У 1958 році покинув університет, щоб повністю присвятити себе літературній діяльності. Він автор понад 500 книжок. Помер Азімов у Нью-Йорку 6 квітня 1992 року.
Айзека Азімова, Артура Кларка і Роберта Гайнлайна називають «великою трійкою» наукових фантастів, що зробили значний вплив на жанр в середині XX століття.

## Біографія
Азімов народився (згідно з документами) 2 січня 1920 року в містечку Петровичі Мстиславського повіту Могильовської області, Білорусь (з 1929 Шумяцький район Смоленської області Росії) в єврейській родині. Його батьки, Хана-Рахіль Ісааківна Берман (1895-1973) та Юда Аронович Азімов (1896-1969), були мірошниками за професією. Назвали його на честь покійного діда по матері, Ісака Бермана (1850-1901). Всупереч пізнім твердженням Айзека Азімова, ніби первісним сімейним прізвищем було «Озімов», всі родичі, які лишилися в СРСР, носять прізвище «Азімов».
Як сам Азімов вказує в автобіографіях («In Memory Yet Green», «It's Been A Good Life»), його рідною і єдиною мовою в дитинстві був їдиш. З художньої літератури в ранні роки він ріс переважно на оповіданнях Шолом-Алейхема. У 1923 році батьки відвезли його до США, де оселилися в Брукліні й через кілька років відкрили кондитерську крамницю.
У 5 років Айзек Азімов пішов до школи (він мав би піти до школи в 6 років, але мати виправила його день народження на 7 вересня 1919 року, щоб віддати його до школи на рік раніше). Після закінчення десятого класу в 1935 році, 15-річний Азімов вступив до «Seth Low Junior College», але через рік цей коледж закрився. Азімов вступив на хімічний факультет Колумбійського університету у Нью-Йорку, де здобув 1939 року ступінь бакалавра (B. S.), а 1941 року — магістра (M. Sc.) з хімії і вступив в аспірантуру. Однак у 1942 році він виїхав до Філадельфії, щоб працювати хіміком на Філадельфійському суднобудівному заводі для армії. Разом з ним там же працював інший письменник-фантаст Роберт Гайнлайн.
У лютому 1942 року, на День святого Валентина, Азімов зустрівся на «побаченні всліпу» з Гертрудою Блюгерман (англ. Gerthrude Blugerman). 26 липня вони одружилися. Від цього шлюбу народився син Девід (1951) і дочка Робін Джоен (англ. Robyn Joan) (1955).
З жовтня 1945 по липень 1946 Азімов служив в армії. Потім повернувся в Нью-Йорк і продовжив освіту. 1948 року закінчив аспірантуру, здобув ступінь доктора філософії, і вступив в постдокторат як біохімік. 1949 року він влаштувався викладачем на медичний факультет Бостонського університету, де в грудні 1951 року став асистентом, в 1955 році — асоційованим професором. У 1958 університет перестав виплачувати йому зарплатню, але формально залишив на колишній посаді. До цього моменту доходи Азімова як письменника вже перевищували його університетську платню. У 1979 році йому було присвоєно звання повного професора.
1970 року Азімов розлучився з дружиною і майже одразу став жити з Джанет Опал Джеппсон (англ. Janet Opal Jeppson), з якою познайомився на бенкеті 1 травня 1959 року (до цього вони зустрічалися в 1956 року, коли він дав їй автограф. Азімов взагалі не запам'ятав ту зустріч, а Джеппсон визнала його неприємною людиною). Розлучення стало чинним 16 листопада 1973 року, а 30 листопада Азімов і Джеппсон одружилися. Від цього шлюбу не було дітей.
Помер 6 квітня 1992 року від серцевої і ниркової недостатностей на тлі СНІДу, яким був заражений під час операції на серці в 1983 році.

## Творчість
Докладніше: Бібліографія Айзека Азімова
Як у науково-фантастичних, так і в науково-популярних творах Азімова виявляється просвітницький дух прихильника розуму і знання, глибоко заклопотаного майбутнім людства. Багато вчених, що вивчають перспективи створення штучного інтелекту, визнають вплив його творів. Короткі оповідання про роботів склали збірник «Все про роботів» (The Complete Robot, 1982). Окрім того, в 1942 році, Азімов придумав концепцію правил поведінки роботів, відомі як «Три закони робототехніки».
Найкращими є його книги про роботів, у тому числі «Я, робот» (1950), детективна серія «Сталеві печери» (1954), «Оголене сонце» (1957), «Роботи світанку» (1983) та «Роботи та Імперія» (1985).
Серед інших науково-фантастичних творів Азімова виділяється «Трилогія про Фундацію» (The Foundation Trilogy, 1964), що зображує занепад Галактичної Імперії. Романи, що продовжують цю трилогію, «Межа Фундації» (Foundation's Edge) та «Фундація та Земля» (Foundation and Earth), було опубліковано в 1982 та 1986 рр.
Цікавою роботою автора є коментарі та аналіз серії французьких листівок En L'An 2000 видані окремою книгою «Дні майбутнього: бачення 2000 року в дев'ятнадцятому столітті» (Futuredays: A Nineteenth Century Vision of the Year 2000,1986.
Блискучим зразком науково-популярної літератури є «Путівник в науку розумної людини» (The Intelligent Man's Guide to Science, 1960) присвячений історії і популяризації природничих наук. В тому ж стилі написані книги «Неземні цивілізації» (Extraterrestrial Civilizations, 1979), «Досліджуючи Землю і Космос» (Exploring the Earth and the Cosmos, 1982) і «Всесвіт. Від Плоскої Землі до Квазару» (The Universe. From Flat Earth to Quasar,1966), «Кінець Вічності» (1955). Азімов також є автором детективів: «Подих смерті».

## Нагороди
- Премія журналу «Локус»
  - 1976 — за повість «Двохсотлітня людина»
  - 1981 — в номінації «Related Nonfiction Book» за автобіографію In Joy Still Felt: The Autobiography of Isaac Asimov, 1954—1978[18]
- Премія Неб'юла
  - 1972 — за роман «Навіть боги»
  - 1976 — за повість «Двохсотлітня людина»
- Премія Г'юго
  - 1966 за серію «Фундація» (як «Найкращу НФ серію усіх часів»);
  - 1973 за роман «Навіть боги»;
  - 1977 за повість «Двохсотлітня людина»;
  - 1983 за роман з серії «Фундація» «Межа фундації»;
  - 1994 за автобіографію «А. Азімов: спогади»
- Премія «Геффен»
  - 2010 за роман «Isaac Asimov's Collected Short Stories– Vol. I»

## Переклади українською
- Сховище / пер. Олександр Берг і Галина Петровська // Всесвіт. — 1970. — № 5
- І що воно таке — кохання? / пер. Юрій Лісняк // Всесвіт. — 1987. — № 7
- Зелені цяточки / пер. Юрій Лісняк // Всесвіт. — 1989. — № 11.
- Ех, і весело ж було колись // Барвінок. — 1998. — 10
- Відчуття сили / пер. Андрій Минко // Всесвіт. — 1998. — № 10
- Сліпуче сяйво нової зірки / пер. Віктор Шовкун // Всесвіт. — 1998. — № 12
- Азімов, Айзек. Молодість; Пер. з англ. Лариса Боженко // Колиска на орбіті: Оповідання. Для серед. та ст. шкіл. в. / Упорядкування та передм. та довідки про авторів М. Ф. Слабошпицького; Мал. Р. П. Сахалтуєва. — К.: Веселка, 1983. — 367 с., іл. — (Сер. «Пригоди. Фантастика».)[19]
- Азімов, Айзек. Я, робот: Наук-фантаст. оповідання / Айзек Азімов ; пер. з англ. Д[митра]. Грицюка. — К.: Веселка, 1987. — 272 с.: іл. — (Пригоди. Фантастика).
- Азімов, Айзек. Кінець Вічності: Вибрані твори. — К.: Дніпро, 1990. — 768 с. — (Фантастика. Пригоди. Детектив).
- Айзек Азімов. «Подих смерті». З англійської переклав Богдан Салик. (Увійшов що збірки «Подих смерті. Пригодницькі романи». Айзек Азімов — «Подих смерті», Реймонд Чандлер — Прощай, кохана!, Дешилл Хеммет — Худий. Переклад з англійської Богдан Салик, Наталка Войко, Олександр Буценко. Художнє оформлення І.Бугославської. Київ: Молодь. 1989. 448 стор. (Серія «Зарубіжний детектив»). ISBN 5-7720-0221-Х)

Серія «Фундація»
У 2014—2015 роках українськомовний переклад перших 3 романів з серії «Фундація» зробив Євген Очеретяний та опублікувала мистецька спілка Толока.
У 2017—2022 роках українськомовний переклад усіх 7 романів з серії «Фундація» зробив Роман Клочко та надрукувало видавництво КСД:
- Айзек Азімов. Фундація / Переклад з англійської: Роман Клочко. — Х. : КСД, 2017. — 224 с. — (серія «Фундація» № 1). — ISBN 978-617-12-3356-0.
- Айзек Азімов. Фундація та Імперія / Переклад з англійської: Роман Клочко. — Х. : КСД, 2017. — 224 с. — (серія «Фундація» № 2). — ISBN 978-617-12-3835-0.
- Айзек Азімов. Друга Фундація / Переклад з англійської: Роман Клочко. — Х. : КСД, 2017. — 224 с. — (серія «Фундація» № 3). — ISBN 978-617-12-3925-0.
- Айзек Азімов. Межа Фундації / Переклад з англійської: Роман Клочко. — КСД, 2020. — 480 с. — (серія «Фундація» № 4). — ISBN 978-617-12-8126-4.
- Айзек Азімов. Фундація та Земля / Переклад з англійської: Ната Гриценко. — КСД, 2021. — 480 с. — (серія «Фундація» № 5). — ISBN 978-617-12-9148-5.[22]